# Kraken
El kraken (/ˈkrɑːkən/) es una enorme y colosal criatura marina de la mitología nórdica descrita comúnmente como un tipo de pulpo, calamar gigante o medusa que, emergiendo de las profundidades, ataca barcos y devora a los marineros. El mito puede realmente haberse originado en avistamientos de calamares gigantes reales que estimadamente tendrían de 33 a 45 metros de largo incluyendo los 8 brazos y 2 tentáculos.

## Etimología

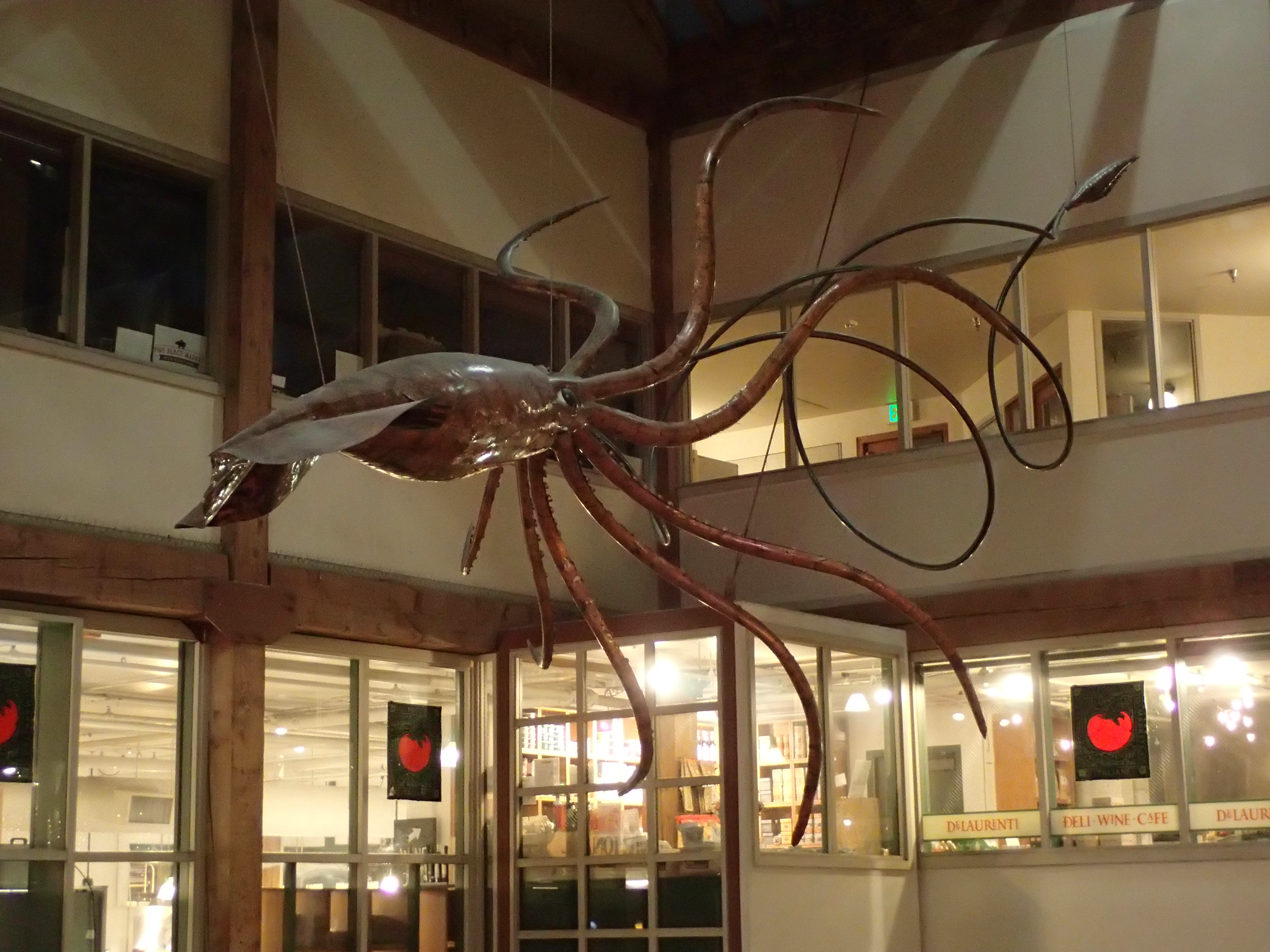
Kraken.

El nombre Kraken aparece por primera vez en la obra de Erik Pontoppidan, obispo luterano danés.
Kraken es la forma en artículo definido de krake, una palabra escandinava que designa un animal enfermizo, o algo retorcido. En el alemán moderno, Krake (singular y declinado en plural: Kraken) significa pulpo, pero puede también referirse al legendario Kraken.
El nombre de Kraken suele asociarse popularmente a la especie de calamar gigante Architeuthis dux, de la cual hoy en día poco se sabe, debido a la gran profundidad a la que habita.

## Historia

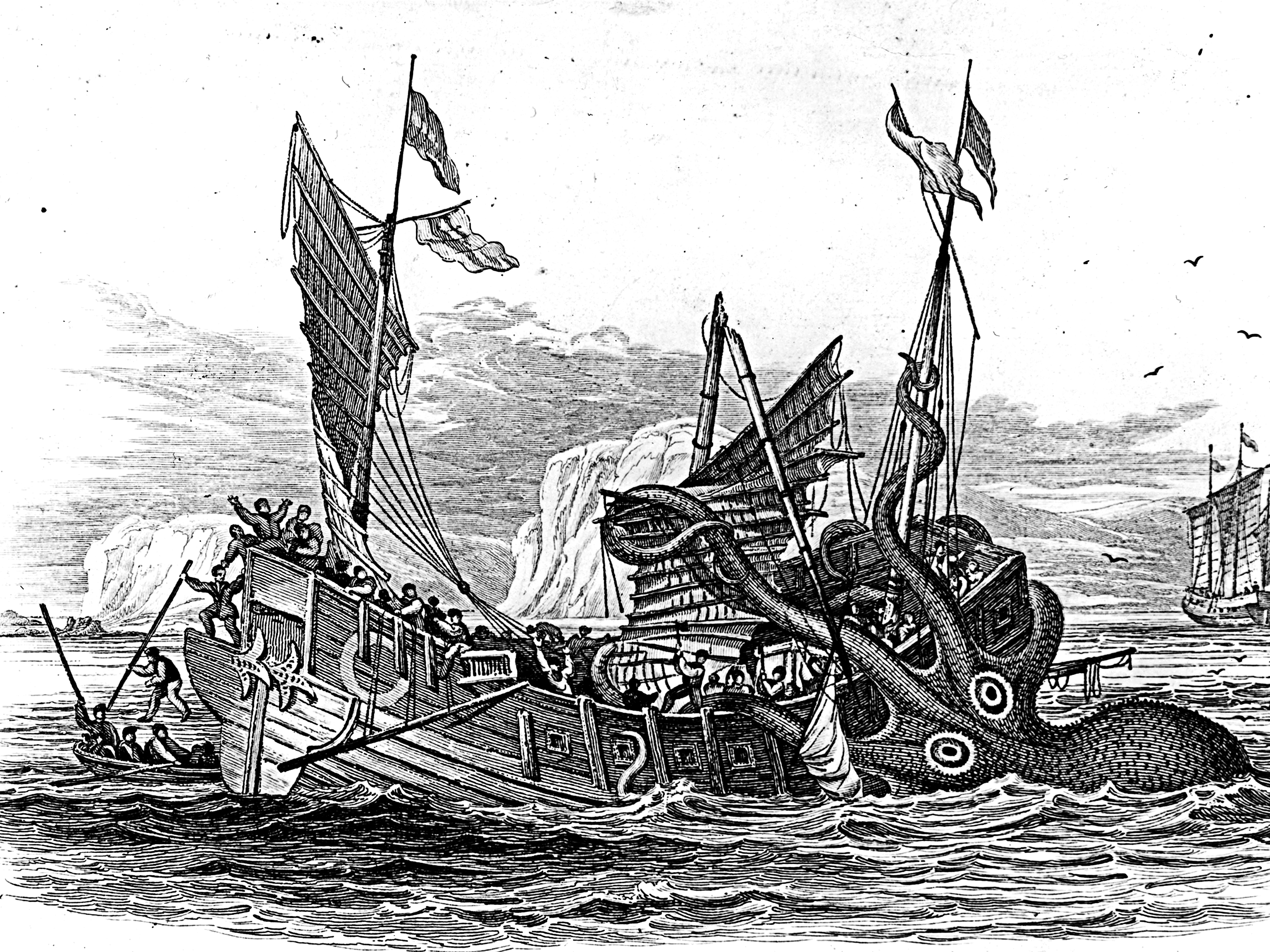
El "Pulpo Colosal" de Pierre Dénys de Montfort atacando una nave mercante.

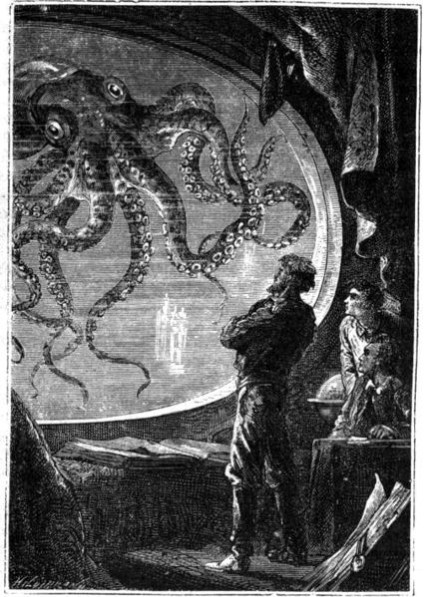
El pulpo gigante de la novela de Julio Verne desde el submarino del Capitán Nemo.

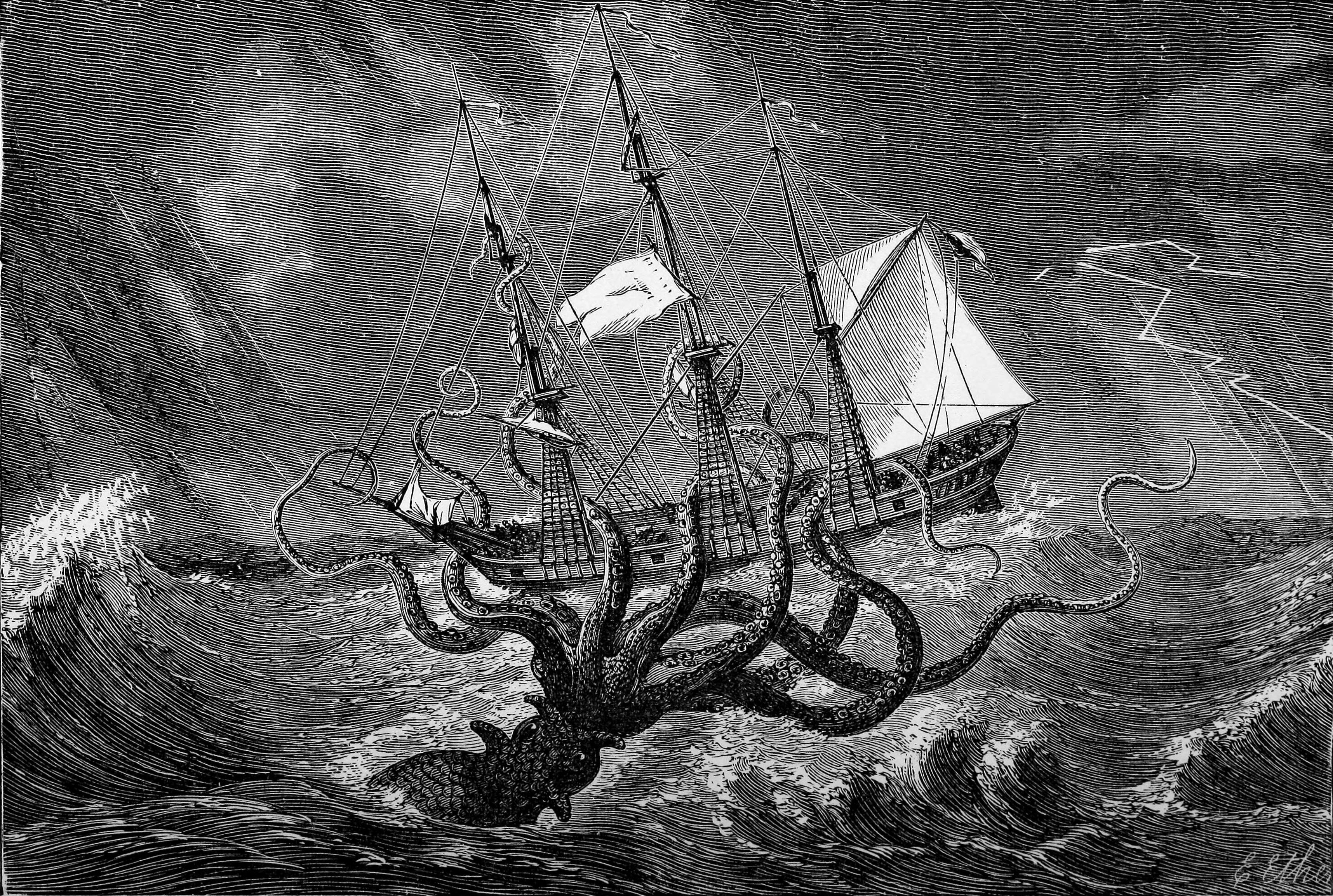
Kraken gigante, en la imaginaría popular un octopus atacando una nave.

Aunque el nombre kraken nunca aparece en las sagas noruegas, hay monstruos marinos similares, el hafgufa y lyngbakr, ambos descritos en la saga Örvar-Oddr y en los textos noruegos de 1250, Konungs skuggsjá. Carlos Linneo incluyó al kraken como cefalópodo con el nombre científico de Microcosmus en la primera edición de su Systema naturæ (1735), una clasificación taxonómica de organismos vivos, pero excluyó al animal en ediciones posteriores. El kraken también es extensivamente descrito por Erik Pontoppidan, obispo de Bergen, en su Historia Natural de Noruega (Copenhague, 1755). En su obra lo describe como <<animal marino perteneciente a la especie de los pólipos o estrellas marinas>> con la forma de ramas de árbol, llamándolo <<Cabeza de Medusa>>.
Cuentos antiguos, incluyendo los de Pontoppidan, describen al kraken como un animal "del tamaño de una isla flotante" (se decía que el dorso de un Kraken adulto tenía una longitud de 2,4 kilómetros), cuyo verdadero peligro para los marineros no es la criatura misma, sino el remolino que crea después de sumergirse rápidamente en el océano. Sin embargo, Pontoppidan también describe el potencial destructivo de la gran bestia: "Se dice que si se aferra al mayor buque de guerra, podría tirar de él hasta el fondo del océano" (Sjögren, 1980). El kraken fue siempre distinto de las serpientes marinas, también comunes en la tradición escandinava (Jörmungandr por ejemplo).
Según Pontoppidan, los pescadores noruegos a menudo corrían el riesgo de atrapar a los peces sobre el Kraken, cuando la pesca era tan buena. Si un pescador tenía una inusualmente buena pesca, uno le decía al otro, "Debes haber pescado sobre un Kraken". Si, por otra parte, el fruto de la pesca eran -en lugar de peces- los así llamados gigantopólipos resplandecientes, el fin de su vida estaba próximo, pues según la leyenda los mencionados pólipos habitan por toda la eternidad sobre el lomo del Kraken, siendo su función la de crear un espejismo celestial, una farsa destinada a las criaturas más torturadas del abismo las cuales, según la leyenda popular, tienen el rango suficiente de inteligencia como para sufrir el existencialismo: "Hartos del vagabundeo eterno por el inmenso tedio de la fauce marina, deseosos de la salvación y de la Himmelslicht, acuden como lanzas hacia la propia perdición" (Panorama Cultural, 1962). Así, todo pescador que ose interrumpir esta sentencia del determinismo caería en desgracia, siendo este el aspecto más negativo de pescar sobre un Kraken. Pontoppidan también alegó que el monstruo a veces es confundido con una isla, y que en algunos mapas se incluyen islas que solo a veces eran visibles e indicaban un Kraken. Pontoppidan también propone que un joven espécimen de un monstruo fue hallado muerto en tierra en Alstahaug (Bengt Sjögren, 1980).
Desde fines del siglo XVIII, el Kraken se ha representado en varias formas, principalmente como grandes criaturas similares a pulpos, y a menudo se ha afirmado que el Kraken de Pontoppidan podría haberse basado en observaciones de marineros de calamares gigantes. En las primeras descripciones, sin embargo, las criaturas eran más similares a cangrejos parecidos a pulpos y, en general, poseen rasgos que se asocian con las grandes ballenas en lugar de con los calamares gigantes. Algunos rasgos del kraken se asemejan a las actividades volcánicas submarinas que ocurren en la región de Islandia, incluida el agua burbujeante, las corrientes peligrosas y la aparición de nuevos islotes.
En 1802, el francés malacologista Pierre Dénys de Montfort reconoce la existencia de dos tipos de pulpos gigantes en Histoire Naturelle Générale et Particulière des Mollusques, una descripción enciclopédica de moluscos. Montfort afirma que el primer tipo, el pulpo kraken, ha sido descrito por los marineros noruegos y balleneros de América, así como antiguos escritores como Plinio el Viejo. Sobre la segunda categoría más grande, el pulpo colosal (se muestra en la imagen de arriba), se informó acerca de un ataque a un buque velero de Saint-Malo, frente a las costas de Angola.
Montfort luego se atrevió a hacer más afirmaciones. Él propuso que diez barcos de guerra británicos (incluyendo el navío de línea Ville de París) que misteriosamente desaparecieron una noche en 1782 debieron ser atacados y hundidos por pulpos gigantes. Desafortunadamente para Montfort, los británicos fueron hundidos por un huracán cerca de la costa de la isla de Terranova tal y como se supo a través del relato de los supervivientes del Ville de París. La carrera de Pierre Dénys de Montfort nunca se recobró y murió hambriento y pobre en París alrededor de 1820 (Sjögren, 1980). En defensa de Pierre Dénys de Montfort, cabe señalar que muchas de sus fuentes, para el "pulpo kraken" probablemente describen al verdadero calamar gigante, cuya existencia se probó en 1857.
En 1830, posiblemente influido por el trabajo de Pierre Denys de Montfort, Alfred Tennyson publicó su popular poema El Kraken (esencialmente un soneto irregular), que difundió al Kraken en el idioma inglés con su posición superflua de the. El poema, en sus tres últimas líneas, también tiene similitudes con la leyenda del Leviatán, un monstruo marino, que subiría a la superficie en el final de los días.
La descripción de Tennyson aparentemente influyó en Julio Verne que imaginó al famoso calamar gigante en Veinte mil leguas de viaje submarino en 1870. Verne también hace numerosas referencias al Kraken y al obispo Pontoppidan en la novela.

## En otros medios
- En la película de La Sirenita, en el clímax de la película, la villana Úrsula se convierte en un pulpo gigante, algo que podría verse como una representación humanoide del kraken; además de ser derrotada siendo empalada por un barco, al hundirse su imagen se asemeja a la clásica imagen de un kraken hundiendo un navío.

- En la película Pirates of the Caribbean: Dead Man's Chest de 2006, el kraken es representado como la mascota del villano Davy Jones, quien lo usa como animal de combate para atacar barcos y rastrear objetivos. Davy Jones hace que el kraken persiga a Jack Sparrow destruyendo barcos en su camino.

- En Peter Pan 2 vemos que el famoso cocodrilo que siempre ataca al Capitán Garfio está ausente en esta secuela, por lo que su rol es reemplazo por un pulpo gigante que es conocido como La Bestia, el cual es una posible representación del kraken.

- En Disney Mickey Mouse, Mickey Mouse, Goofy y Donald Duck hacen una expedición marítima en submarino junto al dr Ludwing von Pato para ver la fauna marina, donde Mickey esta ilusionado con poder ver algunas leyendas marinas y criptidos como el kraken. En el clímax del episodio, Mickey y Donald salen en busca del profesor quien había sido enguillido por un kraken por lo que buscan rescatarlo. En el estómago del kraken vemos un cameo de Pinocho y Geppetto a modo de referencia a como acabaron en el estómago de la ballena Monstro en la película original.

- En la película Meg 2: The Trench, entre las monstruosas criaturas marinas gigantes a las que se enfrentan los protagonistas destaca un calamar gigante que podría representar a un kraken.